# Municipio de Benton (condado de Fulton)
El municipio de Benton (en inglés: Benton Township) es un municipio ubicado en el condado de Fulton en el estado estadounidense de Arkansas. En el año 2010 tenía una población de 2564 habitantes y una densidad poblacional de 16,62 personas por km².

## Geografía
El municipio de Benton se encuentra ubicado en las coordenadas 36°22′21″N 91°50′55″O / 36.37250, -91.84861. Según la Oficina del Censo de los Estados Unidos, el municipio tiene una superficie total de 154.24 km², de la cual 154,09 km² corresponden a tierra firme y (0,1 %) 0,15 km² es agua.

## Demografía
Según el censo de 2010, había 2564 personas residiendo en el municipio de Benton. La densidad de población era de 16,62 hab./km². De los 2564 habitantes, el municipio de Benton estaba compuesto por el 96,61 % blancos, el 0,2 % eran afroamericanos, el 0,74 % eran amerindios, el 0,2 % eran asiáticos, el 0,47 % eran de otras razas y el 1,79 % eran de una mezcla de razas. Del total de la población el 1,25 % eran hispanos o latinos de cualquier raza.